# Warren Barguil
Warren Barguil (Hennebont, 28 oktober 1991) is een Frans wielrenner die sinds 2024 voor de wielerploeg Team DSM-Firmenich PostNL rijdt.

## Carrière
Barguil liep in 2011 een aantal maanden stage bij Bretagne-Schuller, maar wist geen contract af te dwingen. Hij eindigde onder meer als achtste in Parijs-Tours voor beloften. Op 1 augustus 2012 trad hij toe tot de Nederlands-Duitse ploeg Team Giant-Alpecin. In 2013, zijn eerste jaar als prof, wist hij meteen te imponeren door bij zijn eerste optreden in een grote ronde, de Ronde van Spanje, twee etappes te winnen: de dertiende en de zestiende etappe. Een jaar later had hij in de Ronde van Spanje van 2014 eveneens succes, door als achtste te eindigen in het eindklassement.
In 2015 reed Barguil voor het eerst de Ronde van Frankrijk, die hij beëindigde op de veertiende plaats. In 2016 nam hij deel aan de wegwedstrijd op de Olympische Spelen in Rio de Janeiro, maar reed deze niet uit.
De Ronde van Frankrijk 2017 verliep zeer succesvol voor Barguil. In de bergrit naar Chambéry, waarin hij nagenoeg de hele dag in de aanval reed, werd hij zeer nipt geklopt door Rigoberto Urán, maar veroverde hij wel de bergtrui. Op 14 juli, de Franse nationale feestdag, boekte Barguil alsnog zijn eerste etappezege in de Ronde van Frankrijk door de dertiende etappe op zijn naam te schrijven. Later won hij ook de achttiende etappe naar de Col d'Izoard. Als winnaar van het bergklassement stond Barguil uiteindelijk in de bolletjestrui op het podium in Parijs. Hij kreeg ook de prijs van de Strijdlust toegekend. In het algemeen klassement eindigde hij op de tiende plaats.
Barguil verbrak zijn doorlopende contract met Team Sunweb begin augustus 2017 en koerst met ingang van 1 januari 2018 voor Fortuneo-Oscaro. Barguil startte nog wel in de Ronde van Spanje van 2017 voor Team Sunweb. Daarin werd hij na de zevende etappe door de ploegleiding naar huis gestuurd. Barguil had, tegen de teamorders in, geweigerd te wachten op kopman Wilco Kelderman die in deze etappe lek was gereden. Barguil zou hebben verklaard zich zelf niet als een knecht te zien in deze ronde.
In 2019 werd Barguil Frans kampioen op de weg. Hij versloeg onder meer Julien Simon en Damien Touze in de sprint.
In 2022 stapte Barguil voorafgaand aan de dertiende etappe uit de Ronde van Frankrijk, nadat hij positief testte op COVID-19.

## Overwinningen
2009
 Frans kampioen op de weg, Junioren
2011
7e etappe Ronde van de Toekomst
2012
2e etappe Tour des Pays de Savoie
4e etappe Ronde van de Toekomst
Eind-, punten- en bergklassement Ronde van de Toekomst
2013
13e en 16e etappe Ronde van Spanje
2017
13e en 18e etappe Ronde van Frankrijk
 Prijs van de Strijdlust Ronde van Frankrijk
 Bergklassement Ronde van Frankrijk
2019
 Frans kampioen op de weg, Elite
2021
Eindklassement Ronde van de Limousin
2022
5e etappe Tirreno-Adriatico
Grote Prijs Miguel Indurain

## Resultaten in voornaamste wedstrijden
| Jaar | Ronde van Italië | Ronde van Frankrijk | Ronde van Spanje |
| ---- | ---------------- | ------------------- | ---------------- |
| 2013 |                  |                     | 38e (2)          |
| 2014 |                  |                     | 8e               |
| 2015 |                  | 14e                 |                  |
| 2016 |                  | 23e                 | opgave           |
| 2017 |                  | 10e (2)             | opgave           |
| 2018 |                  | 17e                 |                  |
| 2019 |                  | 10e                 |                  |
| 2020 |                  | 14e                 |                  |
| 2021 |                  | opgave              |                  |
| 2022 |                  | opgave              |                  |
| 2023 | 17e              | 22e                 |                  |
| 2024 |                  | 40e                 |                  |
| 2025 |                  | 23e                 |                  |

| Jaar | Milaan-San Remo | Ronde van Vlaanderen | Amstel Gold Race | Luik-Bast.‑Luik | Ronde van Lombardije | Waalse Pijl | Brabantse Pijl | Clásica San Sebastián |  | WK op de weg |  | Wereldranglijsten |
| ---- | --------------- | -------------------- | ---------------- | --------------- | -------------------- | ----------- | -------------- | --------------------- |  | ------------ |  | ----------------- |
| 2013 |                 |                      |                  |                 | 47e                  | opgave      |                |                       |  | opgave       |  | 101e (UWT)        |
| 2014 |                 |                      |                  | 29e             | 36e                  | 23e         |                |                       |  | 19e          |  | 52e (UWT)         |
| 2015 |                 |                      | 72e              | 34e             | 20e                  | 26e         |                | 9e                    |  |              |  | 97e (UWT)         |
| 2016 |                 |                      | 15e              | 6e              | 8e                   | 9e          |                | 54e                   |  |              |  | 30e (UWT)         |
| 2017 |                 |                      | 45e              | 38e             | 34e                  | 6e          |                | 13e                   |  | 37e          |  | 37e (UWT)         |
| 2018 |                 |                      |                  | 53e             | 26e                  | 45e         | 21e            |                       |  | opgave       |  | 165e (UWR)        |
| 2019 |                 |                      |                  |                 |                      |             |                |                       |  |              |  | 100e (UWR)        |
| 2020 |                 |                      |                  | 9e              |                      | 4e          | 5e             |                       |  |              |  |                   |
| 2021 | 44e             | 36e                  | 25e              | 26e             |                      | 5e          |                | 44e                   |  |              |  |                   |
| 2022 |                 |                      | 21e              | 15e             | 12e                  | 9e          | ↑              |                       |  |              |  |                   |
| 2023 | 40e             |                      | 35e              | opgave          | 24e                  | 10e         | 17e            |                       |  |              |  |                   |
| 2024 |                 |                      | opgave           |                 | 31e                  |             |                | opgave                |  |              |  |                   |
| 2025 | 84e             |                      | 30e              | opgave          |                      | 54e         |                | 42e                   |  |              |  |                   |

## Ploegen
- 2011 –  Bretagne-Schuller (stagiair vanaf 1 augustus)
- 2012 –  Team Argos-Shimano (stagiair vanaf 1 augustus)
- 2013 –  Team Argos-Shimano
- 2014 –  Team Giant-Shimano
- 2015 –  Team Giant-Alpecin
- 2016 –  Team Giant-Alpecin
- 2017 –  Team Sunweb
- 2018 –  Fortuneo-Samsic
- 2019 –  Arkéa-Samsic
- 2020 –  Arkéa-Samsic
- 2021 –  Arkéa-Samsic
- 2022 –  Arkéa-Samsic
- 2023 –  Arkéa-Samsic
- 2024 –  Team dsm-firmenich PostNL
- 2025 –  Team dsm-firmenich PostNL

Berthou · Bideau · Blot · Bonsergent · Calzati · Delpech · Dion · Duret · Fonseca · Guillou · Halleguen · Hardy · Le Bon · Malacarne · Pichon · Vachon · Barguil (stagiair) · Mallegol (stagiair)
Bonnin ·
Curvers ·
Damuseau ·
De Backer ·
Degenkolb ·
Doi ·
Dumoulin ·
Feng ·
Fröhlinger ·
Geniez ·
Geschke ·
Gretsch ·
Huguet ·
Hupond ·
Ji · 
Kittel ·
Klemme ·
Kluge ·
de Kort ·
Ludvigsson ·
Sinkeldam ·
Sprick ·
Stamsnijder ·
Timmer · 

Veelers · 
van Zandbeek ·
Ahlstrand (stagiair) ·
Barguil (stagiair) · 
Boswell (stagiair) 
Ahlstrand ·
Arndt ·
Barguil · 
Clarke ·
Curvers ·
Damuseau ·
De Backer ·
Degenkolb ·
Dumoulin ·
Fröhlinger ·
Geschke ·
Gretsch ·
Huguet ·
Hupond ·
Janse van Rensburg · 
Ji · 
Kittel ·
de Kort ·
Ludvigsson ·
Mezgec ·
Parisien ·
Peterson ·
Preidler ·
Sinkeldam ·
Sprick ·
Stamsnijder ·
Timmer · 
Veelers · 
Xing ·
Holler (stagiair) · 
Jauregui (stagiair) · 
Olsson (stagiair)
Ahlstrand · Arndt · Barguil · Bulgaç · Craddock · Curvers · Damuseau · De Backer · De Kort · Degenkolb · Devenyns · Dumoulin · Fröhlinger · Geschke · Haga · Hupond · Janse van Rensburg · Ji · Kittel · Loh · T. Ludvigsson · Mezgec · Olivier · Peterson · Preidler · Sinkeldam · Sprick · Stamsnijder · Timmer · Veelers · Lammertink (stagiair) · F. Ludvigsson (stagiair) 
Arndt · Barguil · Craddock · Curvers · De Backer · De Kort · Degenkolb · Dumoulin · Fairly · Fröhlinger · Geschke · Haga · Hupond · Ji · Jones · Kittel · F. Ludvigsson · T. Ludvigsson · Mezgec · Olivier · Preidler · Sinkeldam · Stamsnijder · Timmer · Van der Haar · Veelers · Waeytens · Walscheid (stagiair)
Andersen · Arndt · Barguil · Curvers · Ten Dam · De Backer · Degenkolb · Dumoulin · Fairly · Fröhlinger · Geschke · Van der Haar · Haga · Ji · Jones · De Kort · F. Ludvigsson · T. Ludvigsson · Lunke · Oomen · Preidler · Sinkeldam · Stamsnijder · Timmer · Veelers · Waeytens · Walscheid · Hoekstra (stagiair) · Kanter (stagiair) · Tusveld (stagiair)
Andersen · Arndt · Barguil · Bauhaus · Curvers · Ten Dam · De Backer · Dumoulin   · Fröhlinger · Geschke · Haga · Hamilton · Hofstede · Kämna · Kelderman · Lunke · Matthews · Oomen · Preidler · Sinkeldam · Stamsnijder · Teunissen · Timmer · Waeytens · Walscheid · Kanter (stagiair) · Rohde (stagiair)
Barguil · Bonnamour · Bouet · Carbel · Daniel · Delaplace · Feillu · Fonseca · Gérard · Gesbert · Hardy · Jarrier · Le Roux · Ledanois · Lunke · Maison · Moinard · Périchon · Pichon · Russo · Vachon · Welten
Barguil · Bonnamour · Bouet · Daniel · Delaplace · Feillu · Gesbert · Greipel · Guernalec · Hardy · Jarrier · Le Roux · Ledanois · Maison · Moinard · Pichon · Riou · Russo · Swift (vanaf 10 mei) · Vachon · Wagner · Welten · Doleatto (stagiair) · Jarnet (stagiair) · Lecamus-Lambert (stagiair)
Anacona · Barguil · Bonnamour · Boudat · Bouet · Bouhanni · Declercq · Delaplace · Gesbert · Grondin · Guernalec · Hardy · Jarrier · Le Roux · Ledanois · Louvel · McLay · Noppe · Owsian · Pichon · D. Quintana · N. Quintana · Riou · Rosa · Russo · Swift · Vachon · Welten · Lecamus-Lambert (stagiair) · Vauquelin (stagiair)
Anacona · Barguil · Barré (vanaf 1/8) · Bouet · Bouhanni · Capiot · Declercq · Delaplace · Edet · Flórez · Gesbert · Grondin · Guernalec · Guglielmi · Hardy · Hofstetter · Ledanois · Louvel · McLay · Noppe · Owsian · Pajur · Pichon · D. Quintana · N. Quintana · Ries · Riou · Russo · Swift · Vauquelin · Verre · Clynhens (stagiair) · Costiou (stagiair) · Thierry (stagiair)
Barguil · Barré · Biermans · Bouet · Bouhanni · Capiot · Champoussin · Costiou · Dekker · Delaplace · Démare (vanf 1/8) · Edet · Gesbert · Grondin · Guernalec · Guglielmi · Hofstetter · Le Berre · Ledanois · Louvel · McLay · Mozzato · Owsian · Pichon · Ponomar (tot 31/7) · Ries · Riou · Rodríguez · Russo · Vauquelin · Verre · Dauphin (stagiair) · Gillet (stagiair) · Tjøtta (stagiair)
Andresen · Bardet · Barguil · Van den Berg · Bevin · Bittner · Van den Broek · Combaud · Degenkolb · Dinham · Eddy · Edmondson · Eekhoff · Hamilton · Jakobsen · Leemreize · Leijnse · Liepiņš · Märkl · Naberman · Onley · Poole · Roosen · Tusveld · van Uden · Vermaerke · Welten · Koerdt (stagiair)
- Système universitaire de documentation: 227142977
- Virtual International Authority File: 79152864205304822549